# Nawiertak
Nawiertak (wiertło centrujące) - jest narzędziem obrotowym służącym do nawierceń pod później wykonywane otwory. Stosuje się go w przypadku konieczności wiercenia na pochyłych powierzchniach lub gdy powierzchnia nie jest płaska lub w przypadku wiercenia narzędziami wiotkimi, mającymi tendencje do bicia poprzecznego.
Nawiertak do nakiełków - po wykonaniu nawiercenia otwór ma znormalizowany kształt odpowiedniego nakiełka.

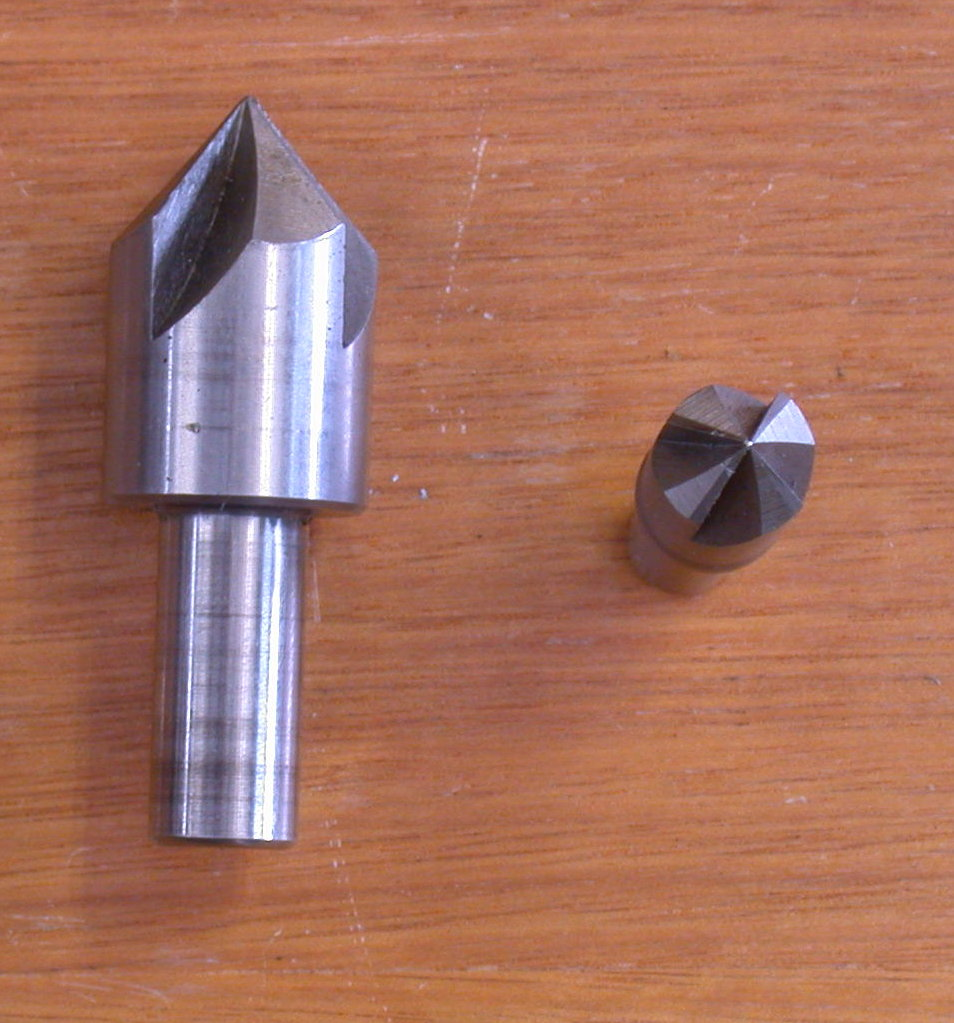
Nawiertak
- wiertło centrujące
- nawiertak nakiełkujący

## Nawiertaki do nakiełków

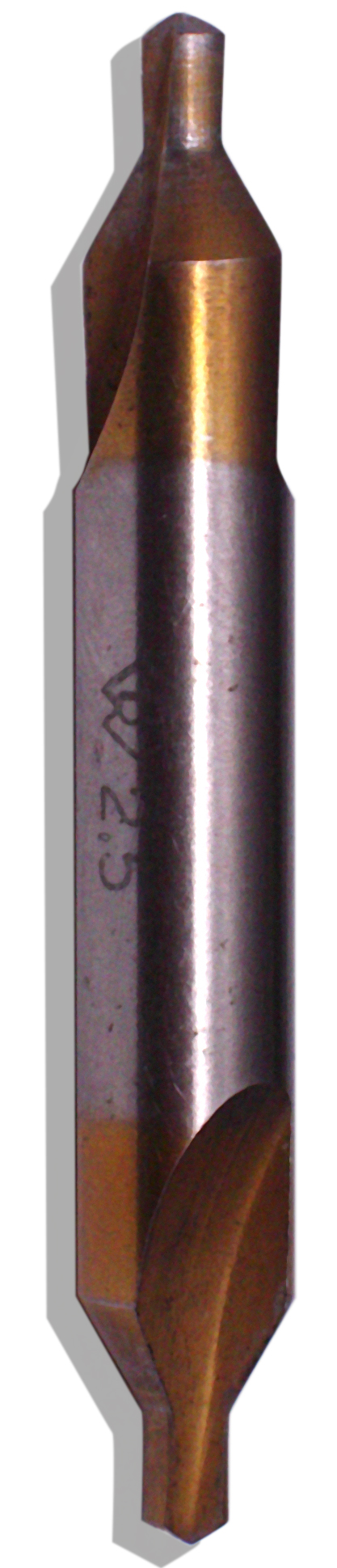
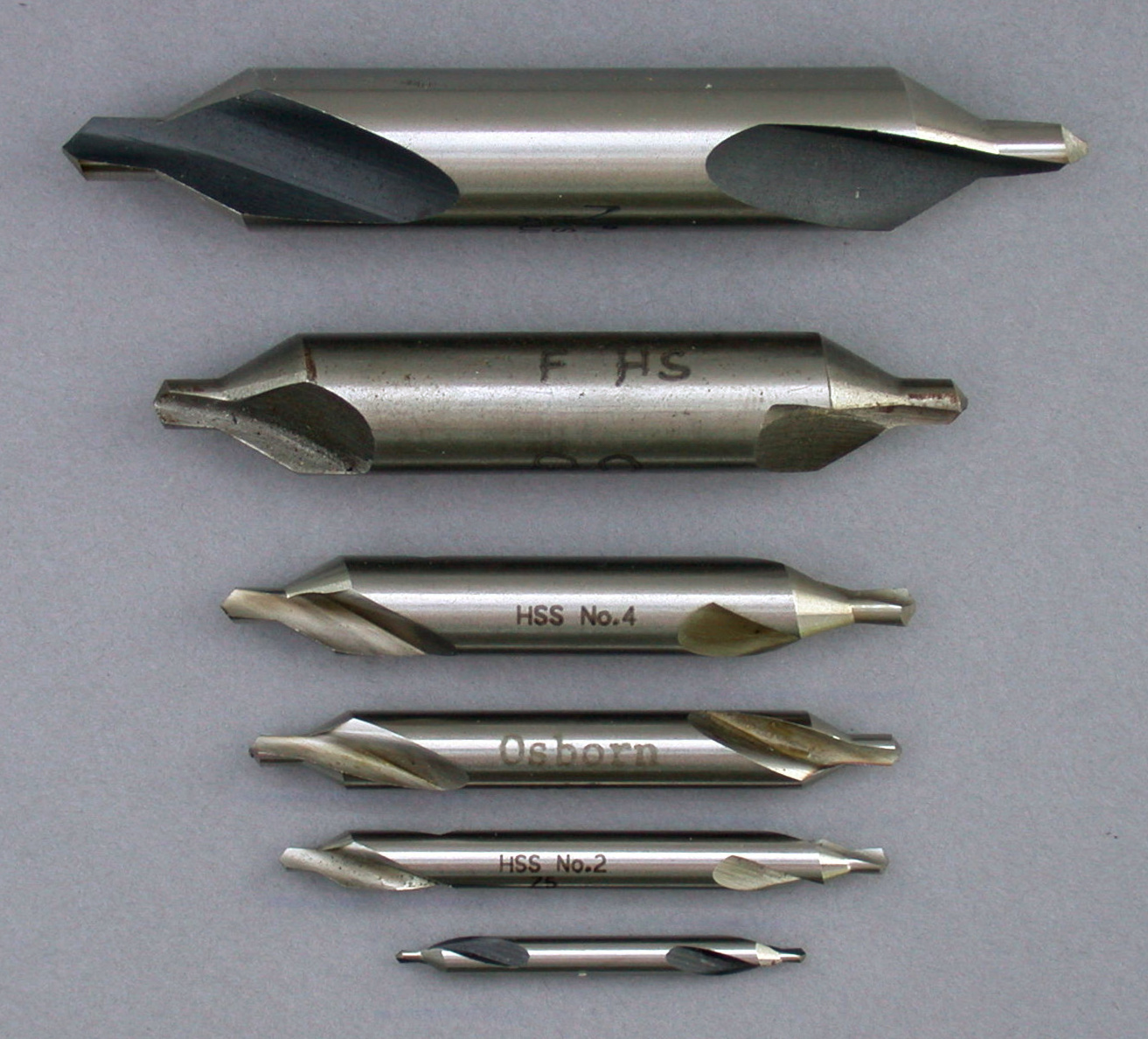
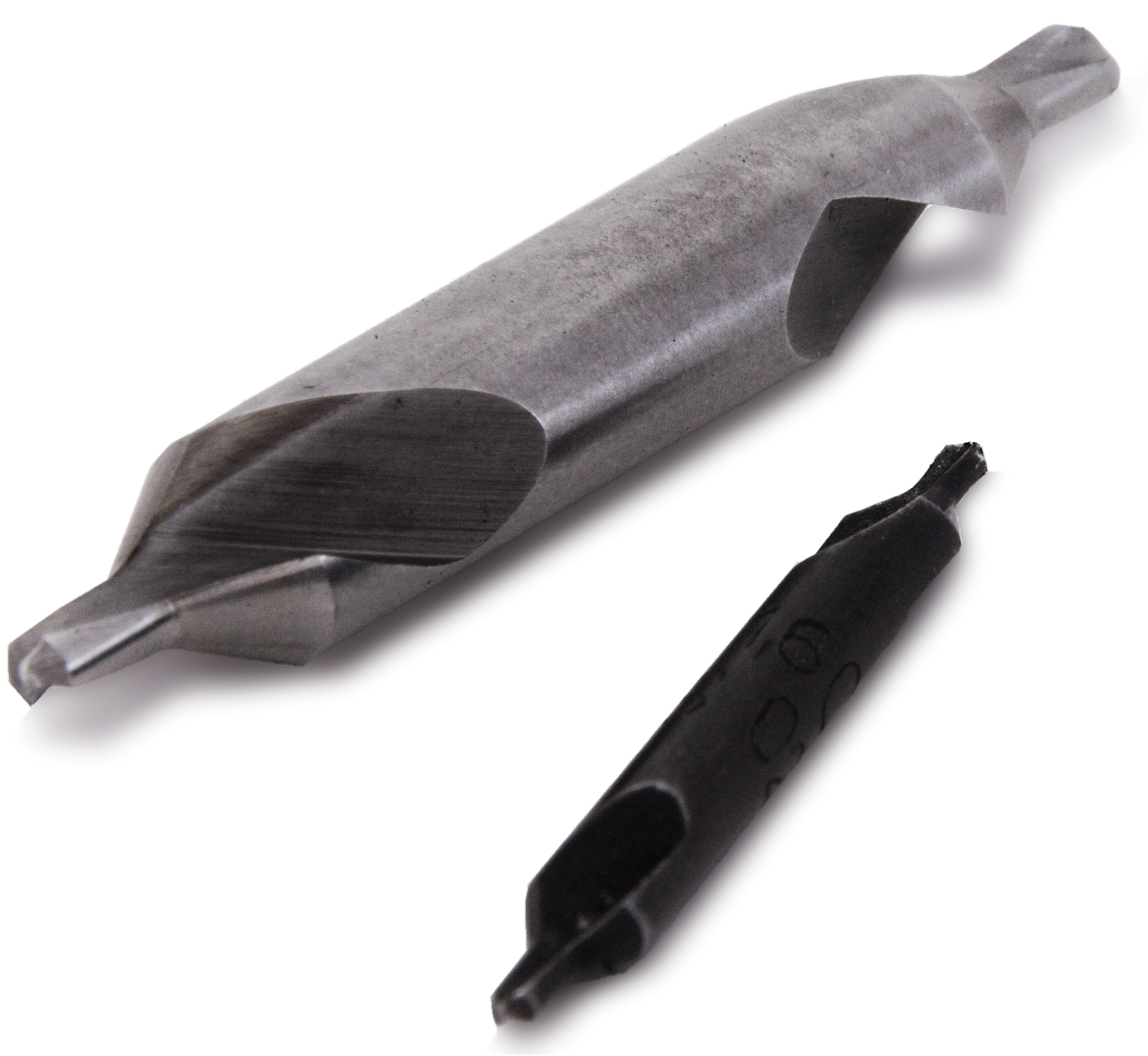